# Komizm słowny
Komizm słowny – jeden z trzech podstawowych rodzajów komizmu. Świadoma próba wywołania u odbiorcy wesołości przy użyciu środków lingwistycznych. Jest podstawowym rodzajem komizmu w krótkich formach narracyjnych i literackich, np. dowcip, humoreska. Pojawia się w literaturze i filmie.
Komizm słowny może być osiągnięty przez:
- nieudolne używanie języka (np. przez cudzoziemców lub dzieci)
- błędy językowe – gramatyczne, ortograficzne, semantyczne, fonetyczne
- błędy logiczne, np. amfibolia, błąd akcydentalizacji
- kontrast stylistyczny
- pastisz – świadome naśladownictwo stylistyczne innej osoby, gazety itp.
- środki stylistyczne, takie jak np. aliteracja, archaizacja, porównanie, patos
- inne środki ekspresyjne – akcent, intonacja
- stosowanie wariantów języka – dialektów, idiolektów, pidżynów